# تي. إف. باويس
تي. إف. باويس (بالإنجليزية: T. F. Powys)‏ (20 ديسمبر 1875 في المملكة المتحدة - 27 نوفمبر 1953، دورست في المملكة المتحدة)؛ روائي بريطاني.

## روابط خارجية
- تي. إف. باويس على موقع الموسوعة البريطانية (الإنجليزية)